# Serguei Belikh
Serguei Belikh (en rus Сергей Белых) (2 de gener de 1971) és un ciclista rus professional des del 2010.

## Palmarès
- 2012
  - Vencedor d'una etapa al Trofeu Joaquim Agostinho
- 2013
  - 1r al Friendship People North-Caucasus Stage Race i vencedor d'una etapa
  - Vencedor d'una etapa al Gran Premi Udmúrtskaia Pravda
- 2014
  - 1r al Tour de Constantina
  - Vencedor d'una etapa al Tour de Sétif
- 2015
  - Vencedor d'una etapa al Friendship People North-Caucasus Stage Race